# آرسينوي الثالثة
آرسينوي الثالثة (بالإغريقية: Ἀρσινόη ἡ Φιλοπάτωρ) هي ملكة مصر، وابنة بطليموس الثالث وبرنيكي الثانية، تزوج بها أخوها بطليموس الرابع في عام 217 ق.م، ورافقته مع جيشه في غزواته وحروبه، وحقق بطليموس الرابع العديد من الانتصارات بسبب حنكة وصواب رأي زوجته، وَلدها هو بطليموس الخامس، وتذكر بعض المراجع أنَّ علاقة آرسينوي بزوجها قد تراجعت في أواخر سنين حياته.
قُتلت آرسينوي في 203 ق.م، حيثُ قتلها فيلمون أحد خواص الملك، وذلك بعد أن أشعل القصر بالنيران عمداً، فاحترقت.